# Senoculus prolatus
Senoculus prolatus är en spindelart som först beskrevs av O. Pickard-Cambridge 1896.  Senoculus prolatus ingår i släktet Senoculus och familjen Senoculidae. Inga underarter finns listade i Catalogue of Life.